# Pavol Volaj
Pavol Volaj (* 24. listopadu 1965) je bývalý slovenský fotbalový záložník.

## Fotbalová kariéra
V československé lize hrál za Spartak Trnava. Nastoupil v 7 ligových utkáních.

## Ligová bilance
| Ročník                                   | Zápasy | Góly | Minuty | Klub           |
| ---------------------------------------- | ------ | ---- | ------ | -------------- |
| 1. československá fotbalová liga 1989/90 | 7      | 0    | 373    | Spartak Trnava |
| CELKEM                                   | 7      | 0    | 373    |                |